# Kåbdalis
Kåbdalis (lulesamiska Goabddális) är en bebyggelse i Jokkmokks distrikt (Jokkmokks socken) i Jokkmokks kommun, vid sjön Kåbdalisjaure. Bebyggelsen klassades av SCB som en tätort från 1960 till 1970 sedan som en småort från 1990 till 2020. Vid avgränsningen 2020 var antalet bosatta färre än 50 och småorten avregistrerades.
Kåbdalis ligger inom Udtja skogssamebys huvudområde/åretrunt-marker.
Vintertid besöks orten av skidåkare, eftersom man har en lång säsong för utförsåkning.
Kåbdalis ligger vid Inlandsbanan och europaväg E45, cirka 60 kilometer söder om Jokkmokk och cirka 80 kilometer norr om Arvidsjaur. I orten finns Kåbdalis kapell.

## Inlandsbanan
Kåbdalis har ett stort traditionsvärde, då det var här som SJ:s sista stora järnvägsprojekt avslutades när SJ:s dåvarande generaldirektör Axel Granholm symboliskt drog åt bulten i den sista skarven i Inlandsbanan den 26 september 1936 vid en håll- och lastplats som anlagts 1935 vid byn Kåbdalis. Trafikplatsen hade fått samma namn som byn och där byggdes en stationsstuga sammanbygd med godsbod, uthus, banmästar- och banvaktsstuga med uthus och banmästarförråd. I Kåbdalis skedde också invigningen av Inlandsbanan den 6 augusti 1937 och i och med det var den 130 mil långa järnvägen klar.

## Minnesstenar

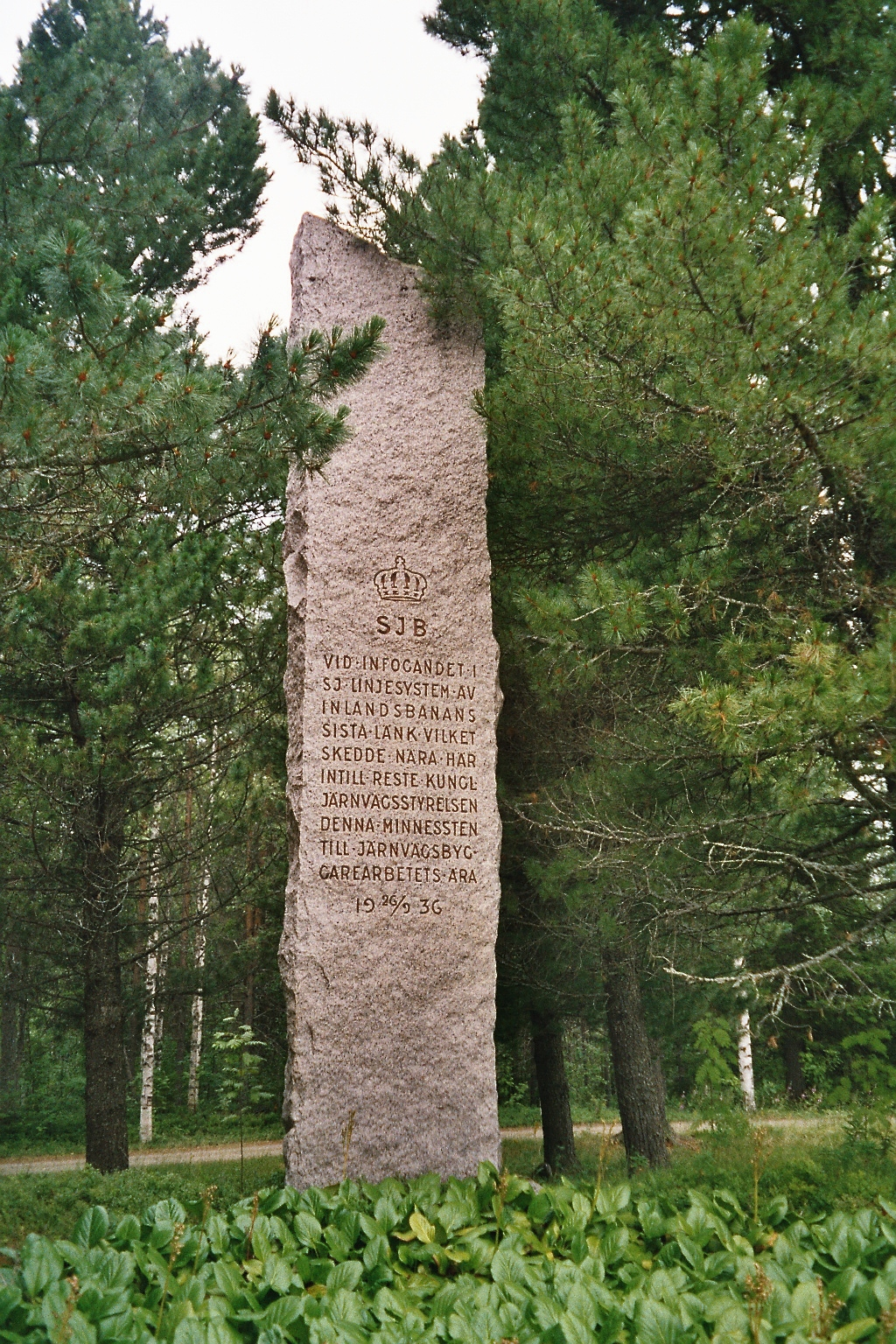
Minnessten över banbygget.

Här sammanfogades i september 1936 de sista delarna av Inlandsbanan. En minnessten restes vid järnvägsstationen och är signerad av kronprins Gustaf Adolf.
Minnesstenen har inskriptionen
| ” | SJB. Vid infogandet i SJ linjesystem av Inlandsbanans sista länk vilket skedde nära här intill reste Kungl Järnvägsstyrelsen denna minnessten till järnvägsbyggarearbetets ära 26/9 1936 | „ |

SJB står för Statens järnvägsbyggnader, en avdelning inom Statens Järnvägar (SJ, formellt Kungl Järnvägsstyrelsen), ursprungligen separat, med uppgift att bygga järnvägar.
En annan minnessten finns strax bakom monumentet. Det är en sten med en inhuggen profilbild av en legendarisk rallarbas som kallades Stor-Olle. Den gjordes av en rallare för att hedra Stor-Olle och hans arbete under bygget av Inlandsbanan. Musikern Johan Piribauer från Arvidsjaur har skrivit en visa med textraderna "Kåbdalisgubben en rallare var han..." som sägs handla om Stor-Olle och Inlandsbanan.

## Befolkningsutveckling
| Befolkningsutvecklingen i Kåbdalis 1960–2015  | Befolkningsutvecklingen i Kåbdalis 1960–2015 | Befolkningsutvecklingen i Kåbdalis 1960–2015 | Befolkningsutvecklingen i Kåbdalis 1960–2015 | Befolkningsutvecklingen i Kåbdalis 1960–2015 |
| --------------------------------------------- | -------------------------------------------- | -------------------------------------------- | -------------------------------------------- | -------------------------------------------- |
|                                               |                                              |                                              |                                              |                                              |
| År                                            |                                              |                                              | Folkmängd                                    | Areal (ha)                                   |
| 1960                                          | 1960                                         |                                              | 266                                          |                                              |
| 1965                                          | 1965                                         |                                              | 246                                          |                                              |
| 1990                                          | 1990                                         |                                              | 132                                          | 48#                                          |
| 1995                                          | 1995                                         |                                              | 136                                          | 60#                                          |
| 2000                                          | 2000                                         |                                              | 119                                          | 58#                                          |
| 2005                                          | 2005                                         |                                              | 91                                           | 59#                                          |
| 2010                                          | 2010                                         |                                              | 57                                           | 66#                                          |
| 2015                                          | 2015                                         |                                              | 52                                           | 63#                                          |
| Anm.: Upphörde som tätort 1970. # Som småort. |                                              |                                              |                                              |                                              |

Vid folkräkningen år 1890 fanns det 37 personer som var skrivna i Kåbdalis.